# Écury-sur-Coole
Écury-sur-Coole – miejscowość i gmina we Francji, w regionie Grand Est, w departamencie Marna.
Według danych na rok 1990 gminę zamieszkiwało 399 osób, a gęstość zaludnienia wynosiła 22 osób/km².